# Glasgow Kommune
Glasgow Kommune er den af de 32 skotske kommuner, der geografisk omfatter det meste af byen Glasgow.
Glasgow Kommune ledes af et byråd med 79 medlemmer, der vælges efter Single Transferable Vote-metoden. Det nuværende byråd består af 46 medlemmer fra Labour (et af dem valgt på Solidarity-listen), 22 fra Scottish National Party, 5 fra De Grønne, 5 fra Liberal Democrats og 1 konservativ.
Glasgow Kommune har ansvar for mange områder, bl.a. parker, renovation, skoler, museer og biblioteker.
Kommuner ledes af en borgmester, på engelsk Lord Provost.
55°51′N 4°15′V / 55.85°N 4.25°V